# Mohammad Reza Hedayati
Mohammad Reza Hedayati (en persan : محمد رضا هدایتی), né le 15 mai 1973, est un acteur iranien. 
Il est connu pour ses rôles de comédie dans les séries télévisées de Mehran Modiri.

## Album de musique

### Liste des chansons
- To (Toi)
- Polha (Ponts)
- Yadete (Tu te rappelles ?)
- Aber (Piéton)
- Nimkat Choobi (Banc)
- Sekeye Khorshid (Pièce de soleil)
- Barg O Bad (La feuille et le vent)
- Divarha (Des murs)
- Medley

### Singles
- Moshtagh (Désirant)
- Saye (Ombre)
- Yadeteh (Tu te rappelles ?)
- Sistani (Sistani)

## Filmographie

### Séries télévisées
- Bagh-e Mozaffar (Jardin de Mozaffar)
- Dastan-haye Noroozi (Les Adventures de Norouz)
- Dar cheshm-e bad (Aux yeux du vent)
- Vakil-e Mahalleh (Avocat du quartier)
- Afzooneh khah-e kouchak
- Sefr darajeh
- Shabhaye Barareh (Nuits de Barareh)
- Noghtechin (Points de suspension)
- Pavarchin (Sur la pointe des pieds)
- Pelak-e 14
- Bebakhshid Shoma?

### Cinéma
- Bivafa (Infidèle)
- Sham-e arousi (Diner de noce)
- Elaheh-ye Zigoratte
- Dalghak (Le Clown)
- Rooz-e Karnameh